# Аэромех
ООО «НПП «Аэромех» — машиностроительный завод в городе Ватутино Черкасской области, производящий оборудование для очистки и калибровки зерна.

## Предприятие
Предприятие основано в 2001 году. Название «Аэромех» происходит от «аэро» — воздух, «мех» — механика.
Предприятие разрабатывает и производит аэродинамические сепараторы марки «САД», в которых использована технология высокоточной калибровки зерна по удельному весу.
На предприятии работает около 70 человек. В структуре — конструкторское бюро, экспериментальный участок, производственный цех, отдел технического контроля, отдел продаж, сервисный центр, отдел охраны, участок автотранспорта, отдел снабжения, отдел информационных технологий, бухгалтерия, юридический отдел.

## Награды
- Победитель Всеукраинского конкурса «100 лучших товаров Украины» в 2004, 2006, 2007, 2008, 2009.
- Победитель конкурса «Лучший отечественный товар Украины — 2006»,
- Победитель конкурса «Эталон качества — 2006»,
- Победитель конкурса "Лучший экспортер 2020 года",
- Победитель конкурса "Лучшее изобретение 2020 в АПК"

## История
АЭРОМЕХ - украинская компания, основанная в 2001 году, специализирующаяся на разработке и производстве аэродинамических зерноочистительных сепараторов САД. Основная деятельность компании - создание инновационных решений для очистки и калибровки зерна без использования сит и химических реагентов. Благодаря уникальной технологии, основанной на распределении зерна в потоке воздуха, оборудование АЭРОМЕХ поставляется агропроизводителям в более чем 60 стран мира. Компания активно внедряет «зеленые» технологии и способствует развитию устойчивого агробизнеса.
После вторжения РФ на территорию Украины  Луганск был оккупирован в летом 2014 года.  Завод АЭРОМЕХ сменил локацию и перерегистрировался на территории Украины в г. Кременная, по адресу ул. Харьковская, 37, и с сайтом  aeromeh.com.ua. До 24.02.2022 года в Кременной Завод АЭРОМЕХ возобновил свою деятельность практически с нуля, потому что все мощности остались в Луганске. Кременской Завод АЭРОМЕХ возобновил производство не только сепараторов САД, но и внедрил несколько новых собственных разработок. Создали новые рабочие места, выкупили производственные мощности 8000 м2. Увеличили географию продаж сепараторов САД.
Но  24.02.2022 военные действия со стороны РФ снова уничтожили АЭРОМЕХ в Кременной. Собственники выехали в Черкасскую область и возобновляют деятельность в г. Багачовое.
На сегодняшний день компания АЕРОМЕХ выпускает весь ассортимент своей продукции, включая сепараторы САД производительностью от 1 до 150 тонн в час, нории (элеваторы) для транспортировки зерна, семенные мобильные станции СМС, самоходные зерноочистительные комплексы. Также АЕРОМЕХ разрабатывает и производит индивидуальные зерноочистительные комплексы.
Весь производственный процесс происходит на заводе начиная от резки металла, гибка металла, токарно-фрезеные работы, покрасочные работы и финишная сборка оборудования.
В 2025 году география продаж сепараторов САД расширилась и насчитывает сегодня 64 страны. Экспорт продукции производится на все континенты мира и ТЕХНОЛОГИЯ АЕРОМЕХ сегодня это самая щадящая и эффективная технология получения сильных семян.